# Бајевац
Бајевац је насеље у Србији у општини Лајковац у Колубарском округу. Према попису из 2022. било је 446 становника. Бајевац се налази на регионалном путу Београд-Уб-Ваљево

## Историја
Први помен села је забележен у турском попису (тефтеру) за хиџретску 934. годину, тј. 1527/1528. годину по садашњем рачунању времена.

Транскрибован на модерни турски, са османске арабице, унос са 244. странице тефтера TD 144 је гласио овако:
Bayevaç karye, Valyeva nahiye - Село Бајевац, Нахија Ваљево
У још једном турском тефтеру из доба османског султана Сулејмана Величанственог (1520-1566), TD 978, на страни 746, поменуто је село Бобовац у Ваљевској нахији. Аутор сматра да је исто у питању Бајевац, мада је могуће да је у питању Бобова.

## Демографија
У насељу Бајевац живи 566 пунолетних становника, а просечна старост становништва износи 43,0 година (41,6 код мушкараца и 44,3 код жена). У насељу има 232 домаћинства, а просечан број чланова по домаћинству је 2,97.
Ово насеље је великим делом насељено Србима (према попису из 2002. године), а у последња три пописа, примећен је пад у броју становника.
|  |

| Демографија | Демографија | Демографија |
| Година      | Становника  | Становника  |
| ----------- | ----------- | ----------- |
| 1948.       | 1.016       |             |
| 1953.       | 1.035       |             |
| 1961.       | 965         |             |
| 1971.       | 923         |             |
| 1981.       | 874         |             |
| 1991.       | 825         | 809         |
| 2002.       | 689         | 693         |

| Етнички састав према попису из 2002.‍ | Етнички састав према попису из 2002.‍ | Етнички састав према попису из 2002.‍ | Етнички састав према попису из 2002.‍ | Етнички састав према попису из 2002.‍ |
| ------------------------------------ | ------------------------------------ | ------------------------------------ | ------------------------------------ | ------------------------------------ |
|                                      |                                      |                                      |                                      |                                      |
| Срби                                 | Срби                                 |                                      | 677                                  | 98,25%                               |
| непознато                            | непознато                            |                                      | 12                                   | 1,74%                                |

| Година пописа     | 1948. | 1953. | 1961. | 1971. | 1981. | 1991. | 2002. |
| ----------------- | ----- | ----- | ----- | ----- | ----- | ----- | ----- |
| Број домаћинстава | 192   | 205   | 230   | 237   | 237   | 228   | 232   |

| Број чланова      | 1  | 2  | 3  | 4  | 5  | 6  | 7 | 8 | 9 | 10 и више | Просек |
| ----------------- | -- | -- | -- | -- | -- | -- | - | - | - | --------- | ------ |
| Број домаћинстава | 53 | 55 | 43 | 35 | 28 | 12 | 4 | 1 | 1 | 0         | 2,97   |

| Пол    | Укупно | Неожењен/Неудата | Ожењен/Удата | Удовац/Удовица | Разведен/Разведена | Непознато |
| ------ | ------ | ---------------- | ------------ | -------------- | ------------------ | --------- |
| Мушки  | 289    | 76               | 175          | 22             | 10                 | 6         |
| Женски | 295    | 46               | 176          | 64             | 6                  | 3         |
| УКУПНО | 584    | 122              | 351          | 86             | 16                 | 9         |

| Пол    | Укупно                    | Пољопривреда, лов и шумарство | Рибарство                            | Вађење руде и камена | Прерађивачка индустрија       |
| ------ | ------------------------- | ----------------------------- | ------------------------------------ | -------------------- | ----------------------------- |
| Мушки  | 191                       | 102                           | 0                                    | 12                   | 28                            |
| Женски | 119                       | 80                            | 0                                    | 5                    | 12                            |
| УКУПНО | 310                       | 182                           | 0                                    | 17                   | 40                            |
| Пол    | Производња и снабдевање   | Грађевинарство                | Трговина                             | Хотели и ресторани   | Саобраћај, складиштење и везе |
| Мушки  | 1                         | 7                             | 7                                    | 0                    | 14                            |
| Женски | 0                         | 0                             | 5                                    | 1                    | 0                             |
| УКУПНО | 1                         | 7                             | 12                                   | 1                    | 14                            |
| Пол    | Финансијско посредовање   | Некретнине                    | Државна управа и одбрана             | Образовање           | Здравствени и социјални рад   |
| Мушки  | 0                         | 4                             | 4                                    | 2                    | 1                             |
| Женски | 0                         | 2                             | 0                                    | 8                    | 4                             |
| УКУПНО | 0                         | 6                             | 4                                    | 10                   | 5                             |
| Пол    | Остале услужне активности | Приватна домаћинства          | Екстериторијалне организације и тела | Непознато            | Непознато                     |
| Мушки  | 2                         | 0                             | 0                                    | 7                    | 7                             |
| Женски | 1                         | 0                             | 0                                    | 1                    | 1                             |
| УКУПНО | 3                         | 0                             | 0                                    | 8                    | 8                             |